# Briançon
Briançon város Franciaország délkeleti részén, Provence-Alpes-Côte d’Azur régióban, Hautes-Alpes megyében fekszik. Davos után Európa második legmagasabban fekvő városa. Franciaország kulturális és történelmi városa címet viseli.

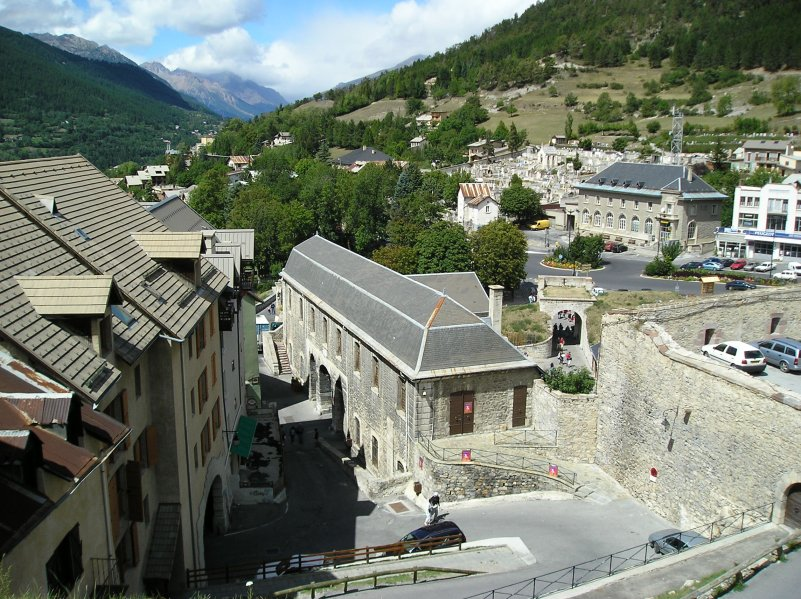
Kilátás az erődből

## Látnivalók
Több épülete felkerült az UNESCO világörökségi listára, a Vauban által tervezett erődítmények részeként.

## Testvérvárosok
- - Susa
- - Rosenheim